# لورانس دونوفان
لورانس دونوفان (بالإنجليزية: Lawrence Donovan)‏ هو كاتب أمريكي، ولد في يوليو 1885، وتوفي في 1950.